# Cap de Vaquèira
El Cap de Vaquèira és una muntanya de 2.491 metres que es troba al Pirineu axial, al massís de Beret, sent un dels pics que limita el Circ de Baciver. El Cap de Vaqueira marca el límit nord de la serra d'Escornacrabes.
Si bé el Cap de Vaqueira geogràficament està situat al NE de la Vall d'Aran, administrativament es troba a cavall dels municipis de Naut Aran, a la Vall d'Aran, i Alt Àneu, al Pallars Sobirà. La vessant pallaresa està inclosa en el Parc Natural de l'Alt Pirineu.
Fins aquest pic arriba el telecadira Jorge Jordana de l'estació d'esquí de Baqueira-Beret. Prop del cim hi ha un vèrtex geodèsic (referència 260063002).